# Torgny Björk
Sten Torgny Björk, född 14 december 1938 i Stockholm, död 9 juni 2021 i Torslunda distrikt på Öland, var en svensk trubadur som sedan 1965 framträdde med gruppen Herr T och hans Spelmän.
Mest känd är Björk för sina tonsättningar av Gustaf Fröding  och han tilldelades Frödingmedaljen 1980. År 1970 tonsatte han Nils Ferlin-dikten I folkviseton. Han har även sjungit Rudolf Nilsen, Birger Sjöberg och Nils Ferlin. Björk tilldelades Frödingmedaljen 1980.
År 1971 var han med och bildade YTF, Yrkestrubadurernas förening. Torgny Björk är begravd på Maria Magdalena kyrkogård i Stockholm.

## Diskografi
- 1974 - Horisontlinje
- 1974 - På begäran : visor av Birger Sjöberg
- 1975 - Visor och låtar
- 1976 - Löfte
- 1976 - Gustaf Fröding: 13 dikter av med musik av Torgny Björk, del 1
- 1977 - Gustaf Fröding: dikter med musik av Torgny Björk, del 2
- 1981 - Gustaf Fröding: dikter med musik av Torgny Björk, del 3
- 1986 - Hålla färgen: Svenska målareförbundet 100 år
- 1987 - Gustaf Fröding
- 1989 - Eldens rike: Stellan Arvidson i urval och med musik av Torgny Björk
- 1994 - Horisontlinje. Text: Per-Erik Rundquist. Musik: Torgny Björk
- 2001 - Längtans blå blomma. Text och musik: Torgny Björk, Aksel Sandemose...

## Musiktryck
- 1979 - 30 dikter av Gustaf Fröding med musik av Torgny Björk
- 1980 - I folkviseton. Musik: Torgny Björk, text: Nils Ferlin, arrangemang Robert Sund
- 1990 - Horisontlinje: 10 visor. Musik Torgny Björk, text Per-Erik Rundquist, arrangemang Lars Sjösten

## Priser och utmärkelser
- Frödingmedaljen 1980 [7]
- Trubadurpriset 1984